# 伊姆諸戰爭
伊姆諸戰爭，是台灣鄒族口傳歷史中一場由伊姆諸和特富野之間因為勢力競爭而爆發的戰爭，最後特富野社在頭目雅伊布谷（鄒語：Yaipuku）的策略和征帥亞撲塞歐古·姆奇那那（Yapsueongʉ muknana）的勇猛之下取得勝利，戰敗的伊姆諸則就此由盛轉衰。

## 經過

### 背景與起因
伊姆諸與特富野的勢力範圍接壤，兩社在過去便經常為了爭奪獵場而爆發戰爭，後來在某次為了爭奪壯丁人數（另有說法是領土爭議）的戰役中落敗後，落敗的伊姆諸只能跟特富野和解，但他們一直懷恨在心，後來伊姆諸逐漸壯大，轄下的小社變多，人口也逐漸比特富野還要多後，他們便計畫要報復。
在某一次收穫祭結束時，伊姆諸人邀請特富野的親友來飲宴，頭目帶領壯丁埋伏在會場外、社裡的族人則騙赴約的人說他外出狩獵，直到宴會進行到一半，他才帶著壯丁殺入會場，殺光在場的特富野男子，並且要婦女帶著一條打了十個結的麻繩回去，代表雙方十天後開戰，他們甚至把被殺男子的陰莖砍下來讓婦女拿著，藉此來羞辱特富野。特富野對伊姆諸的行為相當憤怒，還立刻回送了一條打了五個結的麻繩，代表把時間縮短為五天。

### 計謀與戰鬥
宣戰後第五天，伊姆諸的壯丁們便全副武裝地在位在伊姆諸大社的庫巴（男子會所）裡聚集，他們還把社內的狗都繫在那裡，準備要用特富野人的屍體來餵牠們，但等了一整天特富野人都沒有出現，他們以為特富野因為害怕不敢來，所以便解除了武裝、放走了狗，在庫巴裡休息，但這正是特富野的計謀，頭目雅伊布谷看伊姆諸人數比特富野社還要多，認為正面對上難以取勝，因此決定故意晚一天出發來降低對手的戒心，他們趁著伊姆諸戰士在休息時，包圍了整個庫巴，並且由征帥亞撲塞歐古·姆奇那那帶頭發動突襲。
反應過來的伊姆諸立刻進行回擊，對著亞撲塞歐古射箭，但因為他的皮很硬，箭全都掉到地上，在他跳上庫巴後，三十幾個伊姆諸社的壯丁又以長槍集中向他攻擊，卻也只有傷到他的門牙，反而一個個被亞撲塞歐古殺死，再加上跟在他後面的其他特富野壯丁，伊姆諸人最後無力招架、紛紛逃竄，但因為特富野早已包圍了整個庫巴，無處可逃的他們最後幾乎被屠殺殆盡。

### 倖存者
戰爭最後以特富野大獲全勝告終，伊姆諸參戰的壯丁則幾乎全滅，只有一個人在戰爭還沒結束時就放下武器躲在庫巴角落的人，因為是亞撲塞歐古的叔母家的孩子、也就是他的「佩阿夫艾歐伊」（peafueoi，宗族女性出嫁後生的孩子）而被放過。

## 影響
在這場戰爭之後，伊姆諸的實力大減、勢力由盛轉衰，後來又因為漢人帶來的瘟疫等諸多原因影響，最後走向滅亡，被達邦合併。